# Egy éjszaka Bohémiában
Az Egy éjszaka Bohémiában a Vad Fruttik második stúdióalbuma. 2008 novemberében jelent meg a CLS Records kiadásában.

## Számlista
| 1.                     | Egy éjszaka Bohémiában | 3:22 |
| 2.                     | Mi ez a jó jazz?       | 3:50 |
| 3.                     | Kicsit lassabb         | 2:58 |
| 4.                     | Izabella               | 2:34 |
| 5.                     | Tánc                   | 2:50 |
| 6.                     | Bús szamba             | 4:18 |
| 7.                     | Kemikáliák             | 3:35 |
| 8.                     | Úgy fáj                | 4:46 |
| 9.                     | Hervadó virágok        | 3:09 |
| 10.                    | Forradalom             | 4:06 |
| Teljes játékidő: 35:28 |                        |      |

## Külső hivatkozások
- Az album a Quart oldalán
- Vad Fruttik: Egy éjszaka Bohémiában
- Vaskarika lemezkritika
- Vad Fruttik: Egy éjszaka bohémiában[halott link] – pop.music.hu